# Rehau
Rehau er en by i Landkreis Hof i den nordøstlige del af den bayerske regierungsbezirk Oberfranken i det sydlige Tyskland.

## Geografi
Rehau ligger i nogle bakker , der er udløbere af den nordlige del af Fichtelgebirge, ved foden af det 827 meter høje Großer Kornberg i den nordøstlige del af Oberfranken. Byen ligger kun ca. tre kilometer fra grænsen til Tjekkiet, og ni kiolometer fra grænsen til Sachsen . Indtil 1972 var Rehau kreisstadt i en landkreis af samme navn i området Hochfranken de:Hochfranken. Ved områdereformen i 1978 blev kommunen udvidet med 5 tidligere selvstændige kommuner.
Gennem Rehau løber floden Perlenbach.

### Inddeling
I Rehau ligger landsbyerne og bebyggelserne Dobeneck, Faßmannsreuth med 386, Fohrenreuth med 81, Eulenhammer med 27, Kühschwitz med 79, Neuhausen med 81, Schönlind med 80, Pilgramsreuth med 291, Wurlitz med 176 og Woja mit 31 indbyggere. Rehau selv har 8627 indbyggere.
- Wikimedia Commons har flere filer relateret til Rehau